# Fritz Bach
Fritz Heinz Bach (5 april 1934 – 14 augustus 2011) was een in Oostenrijk geboren Amerikaanse transplantatiearts en immunobioloog. Hij wordt beschouwd als een van de pioniers op het gebied van transplantatie-immunologie.
Een van zijn belangrijkste prestaties was de ontwikkeling van de gemengde lymfocytencultuur (MLC)-test, die het onderzoek bevorderde naar het voorkomen van transplantaatafstoting. 

## Levensloop
Bach werd op geboren als zoon van Leo Bach en Gertrude Rosenfeld in een Joods gezin in Wenen. Kort na de gebeurtenissen van de Kristallnacht van begin november 1938 vluchtten Bach en zijn oudere broer Bertholdt nazi-Duitsland naar Engeland met Britse hulp in het Kindertransport. Na aankomst werden de broers onder de hoede van een Brits gezin geplaatst. De ouders herenigden zich met hun zonen in Bath. Met hulp van een Amerikaanse soldaat emigreerde het gezin in 1949 naar Burlington (Vermont). Bachs grootouders van moederskant stierven in nazi-vernietigingskampen nadat ze tijdens de oorlog in Wenen waren achtergebleven. 
Bach ging naar de Burlington High School en begon vervolgens natuurwetenschappen te studeren met een studiebeurs aan Harvard, waar hij in 1955 afstudeerde. Hij vervolgde zijn studie aan de Washington University in St. Louis en de Harvard Medical School en behaalde aan laatstgenoemde een graad in geneeskunde in 1960. Tijdens deze laatste periode raakte hij geïnteresseerd in genetica en immunobiologie. 
Voor zijn residentieopleiding ging Bach aan de slag bij New York University. Hier maakte Bach kennis met Lewis Thomas, die de inspiratie zou worden voor Bachs carrière. In 1961 spoorde Thomas Bach aan om een lezing door Peter Medawar bij te wonen aan New York University. De lezing ging over de antigenen en mechanismen die betrokken zijn bij de afstoting van allogene transplantaten.
Bach bracht het grootste deel van zijn carrière door aan de Universiteit van Wisconsin-Madison, de Universiteit van Minnesota en Harvard Medical School. In 2006 ging hij met pensioen.
- Bibsys: 90128130
- Bibliothèque nationale de France: cb16679674v (data)
- CiNii: DA08237171
- International Standard Name Identifier: 0000 0001 1619 7096
- Library of Congress Control Number: n79120978
- Nationale Bibliotheek van Tsjechië: xx0194933
- Nationale bibliotheek van Australië: 35011568
- Nationale Bibliotheek van Israël: 987007432776305171
- Nederlandse Thesaurus van Auteursnamen: 067681182
- Réseau des bibliothèques de Suisse occidentale: 02-A002956573
- Système universitaire de documentation: 156528703
- Trove: 789060
- Virtual International Authority File: 35739085
- WorldCat: E39PBJkXBqmBx6x9mX33kmpHG3